# 城巴S56線

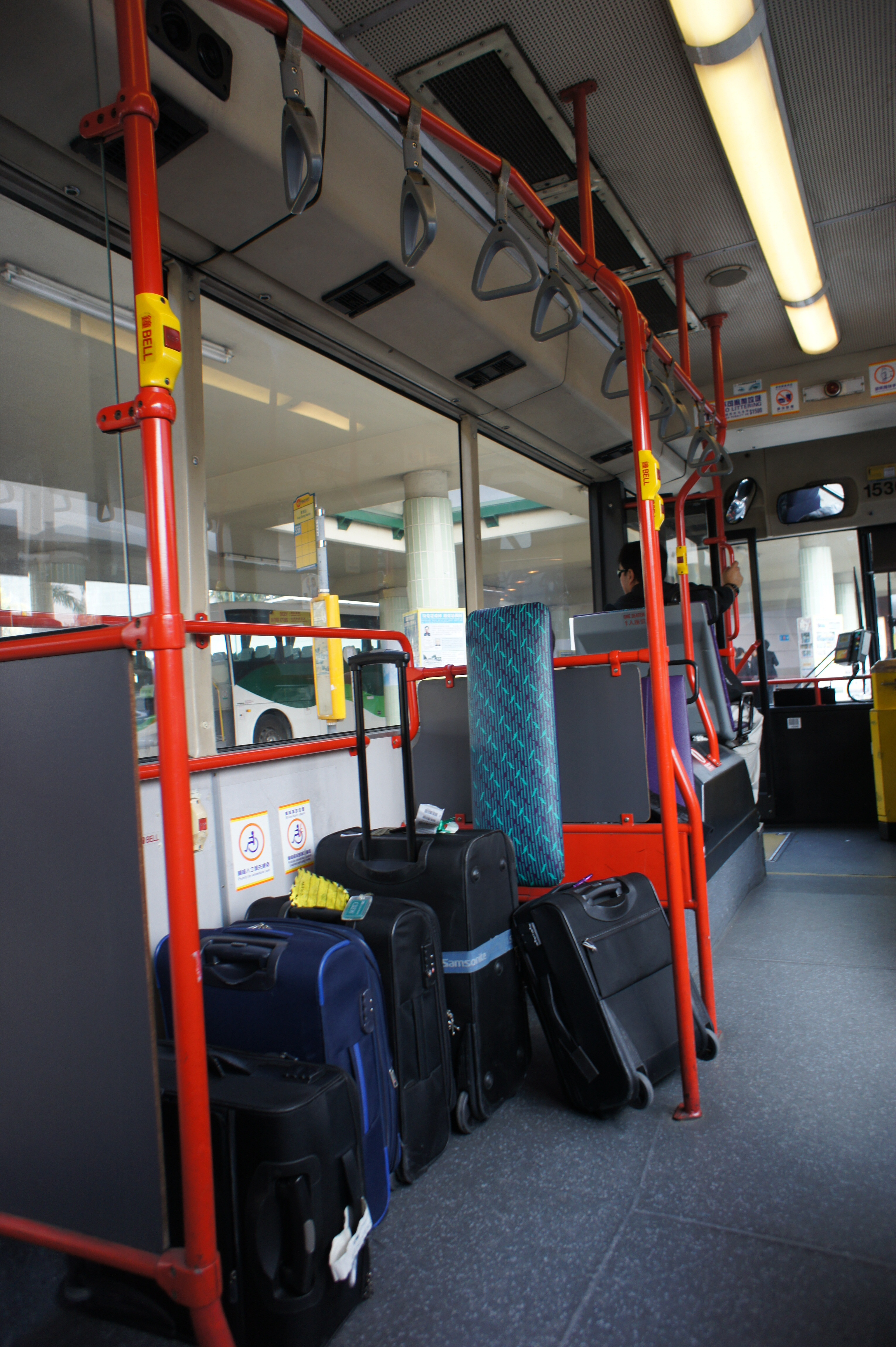
S56車廂內放置行李的空間

城巴S56線是香港一條來往東涌站及機場客運大樓的循環巴士路線。
此路線袛於往機場方向繞經東涌北，由機場上車的乘客，到達東涌站後可以繼續留在車內，巴士會繼續前往東涌北，最後返回機場，是一種比較特別的營運方式。

## 歷史
- 2002年12月7日：隨機場管理局收回赤鱲角碼頭，渡輪航線改往東涌新發展碼頭而開辦，由東涌新碼頭開往機場客運大樓，取代S53，以循環線行走。
- 2004年4月26日：以「8」字方式行走：東涌新發展碼頭＞機場＞東涌新發展碼頭＞東涌北＞東涌新發展碼頭。由於東涌北往機場，到達東涌新碼頭總站後乘客須全部下車，城巴因此提供於總站轉乘原線（往機場方向）的轉車優惠。
- 2006年12月17日：因應新大嶼山巴士37線縮減服務，在非繁忙時間，總站由東涌新碼頭遷往東涌站，來回程並繞經東涌北。
- 2008年7月7日：因應屯門至東涌渡輪航線於2008年7月1日起停航及與龍運巴士競爭，所有班次改以東涌站為總站，路線並改為祇於往機場方向繞經東涌北。由機場上車的乘客，到達東涌站後可以不必下車，繼續前往東涌北。
- 2009年2月23日：因應城巴S56A線永久停駛，增加繞經東涌新發展碼頭的班次，每日3至5班。
- 2014年2月24日：週一至五08:55-14:55及週末11:25-14:25期間的班次增至每15分鐘一班[1]。
- 2017年3月30日：取消「四號停車場」分站，並改經暢航路橋底一段暢達路前往「富豪機場酒店」分站，以配合政府貴賓室停車場外的一段暢達路封閉作機場客運大樓擴建工程。[2][3]
- 2017年12月15日：增設實時抵站時間查詢服務。[4]
- 2023年11月26日：往機場方向繞經裕雅苑，並增設怡東路「裕雅苑」及「裕雅商場」站；往東涌站方向繞經航天城交通總匯;每日23:35及00:00由東涌站開出之班次繞經機場及東涌站後，改以怡東路「裕雅商場」站為終點站。[5][6][7]

## 服務時間及班次
| 東涌站開 | 東涌站開     | 東涌站開     |
| 日期     | 服務時間     | 班次（分鐘） |
| -------- | ------------ | ------------ |
| 每日     | 05:50        | 05:50        |
| 每日     | 06:10-07:00  | 25           |
| 每日     | 07:00-07:55  | 27/28        |
| 每日     | 07:55-19:25  | 30           |
| 每日     | 19:25-23:10  | 25           |
| 每日     | 23:35、00:00 |              |

註：
1. 啡字班次往機場後，以裕雅商場作終站。
2. 日間亦有部分班次以該處作終站，並相應會有空車由東涌站開出。

## 收費
全程：$3.7
| - 本線設有12歲以下小童及65歲或以上長者半價優惠。 - 65歲或以上香港居民使用「樂悠咭」，以及12歲以下合資格殘疾兒童使用「殘疾人士身份」個人八達通繳付車資，均可享有每程$2.0或半價（以較低者為準）的票價優惠；12至64歲合資格殘疾人士使用「殘疾人士身份」個人八達通（包括「樂悠咭」），以及60至64歲香港居民使用「樂悠咭」繳付車資，均可享有每程$2.0或全費（以較低者為準）的票價優惠。 - 65歲或以上長者如使用長者或一般個人八達通繳付車資，則只可享有半價優惠；12至64歲合資格殘疾人士如不使用「殘疾人士身份」個人八達通，以及60至64歲人士如不使用「樂悠咭」繳付車資，必須繳付全費。 - 乘客可以現金或八達通於上車時付款，不設找續。 - 每位成人乘客可免費攜帶最多兩名4歲以下而不佔座位的兒童乘客乘車，超額之4歲以下小童必須繳付小童車費乘車。 - 九龍巴士、城巴及龍運巴士全職員工及家屬（不包括外判職員）可免費乘搭本路線，惟必須拍職員或職員家屬八達通。 - 乘客亦可使用AlipayHK「易乘碼」、支付寶、 WeChatHK／微信支付「搭車碼」、銀聯雲閃付「乘車碼」及BOC Pay「乘車碼」、具有感應式支付功能的VISA、Mastercard及銀聯卡，以及Apple Pay、Google Pay及Samsung Pay流動支付平台繳付車資。使用此支付方式的乘客可享有中途下車之分段收費，以及與其他城巴獨營路線或聯營線城巴班次之轉乘優惠，惟不適用於與非城巴路線之轉乘優惠。使用此支付方式的乘客亦不能享有「公共交通費用補貼計劃」及「長者及合資格殘疾人士公共交通票價優惠計劃」。 |

### 八達通轉乘優惠
乘客登上本線後60分鐘內以同一張八達通卡轉乘以下路線，或從以下路線登車後60分鐘內以同一張八達通卡轉乘本線，次程可獲車資折扣優惠：
S56←→S52/S52P
- S56往機場 → S52/S52P往飛機維修區／亞洲空運中心，次程補車資$0.5，祇適用於由東涌新發展碼頭至映灣園一期之間登車的乘客
- S52/S52P往逸東邨 → S56往東涌站／東涌北，次程車資全免（駿坪路前登上S52）／補車資$1（駿坪路後登上S52）

## 用車
現時此路線用車3輛，主要用車為裝有行李架的普通版及豪華版Enviro500 MMC（包括12米長之8000-8065、8507-8536；以及12.8米長之6501-6588、6800-6871）雙層巴士。
若行走此路線的巴士須被換出，城巴通常會安排接替該車輛的巴士停泊於東涌站巴士總站待命，至編定開出時間並接載乘客經東涌北開往機場；而被換出的巴士在抵達東涌站巴士總站時，將更改路線牌顯示為「只往東涌(北)」，而且不會在該站上客，落客後即開往東涌北，沿途亦不會上客，至「裕雅商場」站（過往分別為「映灣園一期」、「昇薈」南行站及「迎禧路」）清客後停止服務。

## 行車路線
經：達東路、順東路、東涌海濱路、惠東路、文東路、迎東路、迎禧路、怡東路（北行）、掉頭、怡東路（南行）、東涌海濱路、赤鱲角南路、觀景路、東岸路、機場路、暢連路、暢達路、機場北交匯處、航天城路、航天城第二街、航天城交通總匯、航天城第三街、航天城東路、航天城交匯處、東岸路、觀景路、赤鱲角南路、順東路及達東路。

### 沿線車站
| 東涌站開 | 東涌站開           | 東涌站開       |
| 序號     | 車站名稱           | 位置           |
| -------- | ------------------ | -------------- |
| 1        | 東涌站             | 東涌站巴士總站 |
| 2        | 東涌新發展碼頭     | 東涌海濱路     |
| 3        | 海堤灣畔           | 惠東路         |
| 4        | 藍天海岸           | 文東路         |
| 5        | 映灣園二期         | 文東路         |
| 6        | 映灣園一期         | 文東路         |
| 7        | 昇薈               | 迎東路         |
| 8        | 迎東邨             | 迎東路         |
| 9        | 昇薈               | 迎東路         |
| 10       | 迎禧路             | 迎禧路         |
| 11       | 裕雅苑             | 怡東路         |
| 12^      | 裕雅商場           | 怡東路         |
| 13       | 飛機燃料庫         | 觀景路         |
| 14       | 國泰城（東）       | 東岸路         |
| 15       | 二號檢查閘         | 暢連路         |
| 16       | 一號停車場         | 暢達路         |
| 17       | 一號客運大樓（南） | 暢達路         |
| 18       | 一號客運大樓（北） | 暢達路         |
| 19       | 富豪機場酒店       | 暢達路         |
| 20       | 航天城             | 航天城交通總匯 |
| 21       | 飛機燃料庫         | 觀景路         |
| 22       | 東涌站             | 東涌站巴士總站 |

註

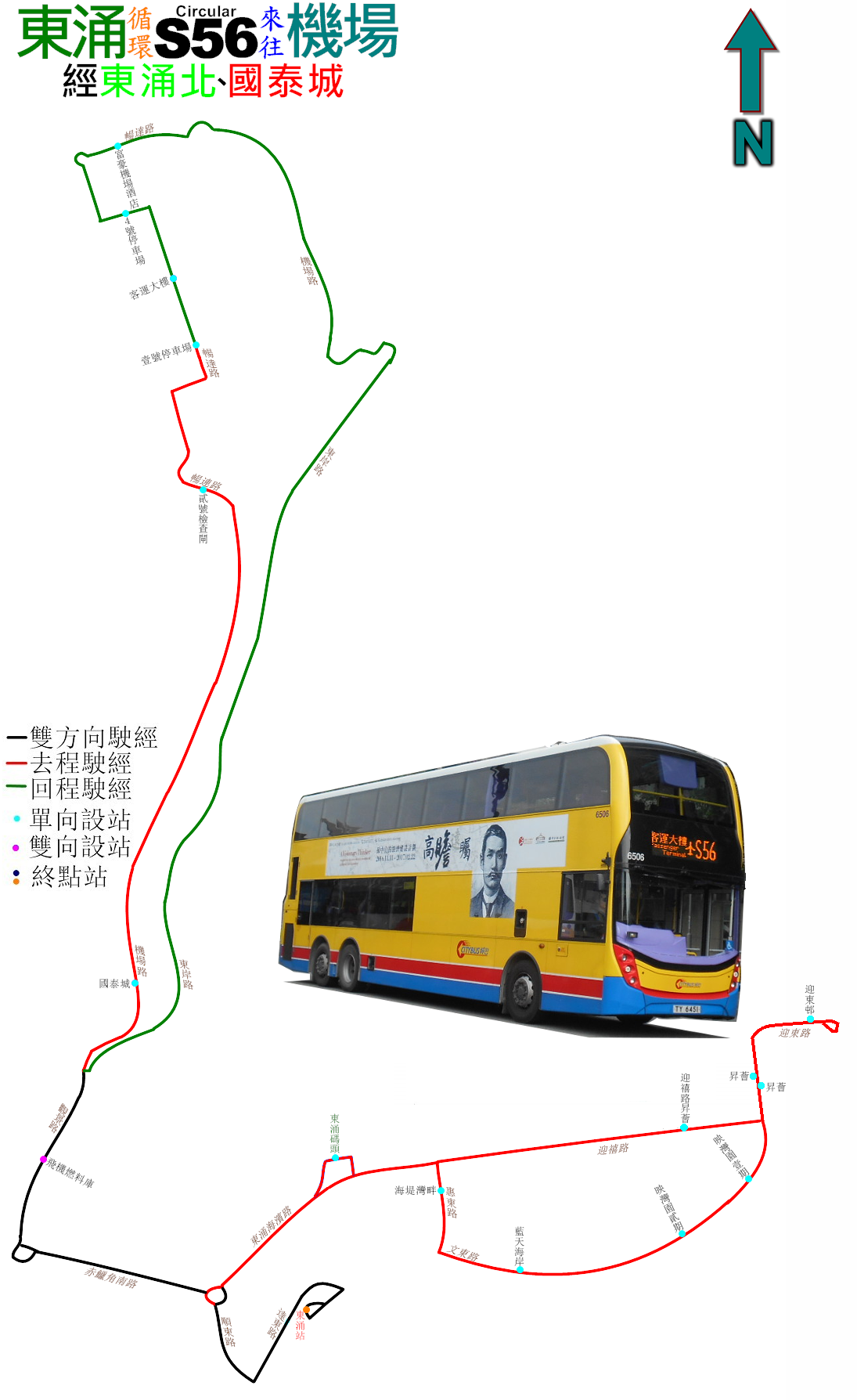
S56線的走線圖

1. 有 ^ 號之車站為東涌站開出23:35及00:00班次的終點站

## 外部連結
- Citybus Airport Shuttle Route 城巴機場穿梭路線－S56 （页面存档备份，存于）
- 城巴S56線官方網站路線資料 （页面存档备份，存于）